# 维勒斯皮
维莱斯皮（法語：Villespy）是法国奥德省的一个市镇，属于卡尔卡松区（Carcassonne）卡斯泰尔诺达里北县（Castelnaudary-Nord）。该市镇2009年时的人口为373人。

## 人口
维莱斯皮人口变化图示
| 数据来源：INSEE |